# Dr Beyers Naudé Local Municipality
Dr Beyers Naudé (englisch Dr Beyers Naudé Local Municipality) ist eine  Lokalgemeinde im Distrikt Sarah Baartman der südafrikanischen Provinz Ostkap. Der Verwaltungssitz der Gemeinde befindet sich in Graaff-Reinet. Bürgermeister ist Deon de Vos.
Die Gemeinde ist nach dem Anti-Apartheid-Kämpfer Beyers Naudé benannt. Sie entstand nach den Regionalwahlen vom 3. August am 8. August 2016 aus den drei Gemeinden Camdeboo, Baviaans und Ikwezi und ist die drittgrößte Lokalgemeinde in Südafrika.

## Städte und Orte
| - Aberdeen - Adendorp - Graaff-Reinet - Jansenville - Kendrew - Klipplaat | - Kroonvale - Nieu-Bethesda - Rietbron - Steytlerville - Waterford - Willowmore |

## Galerie

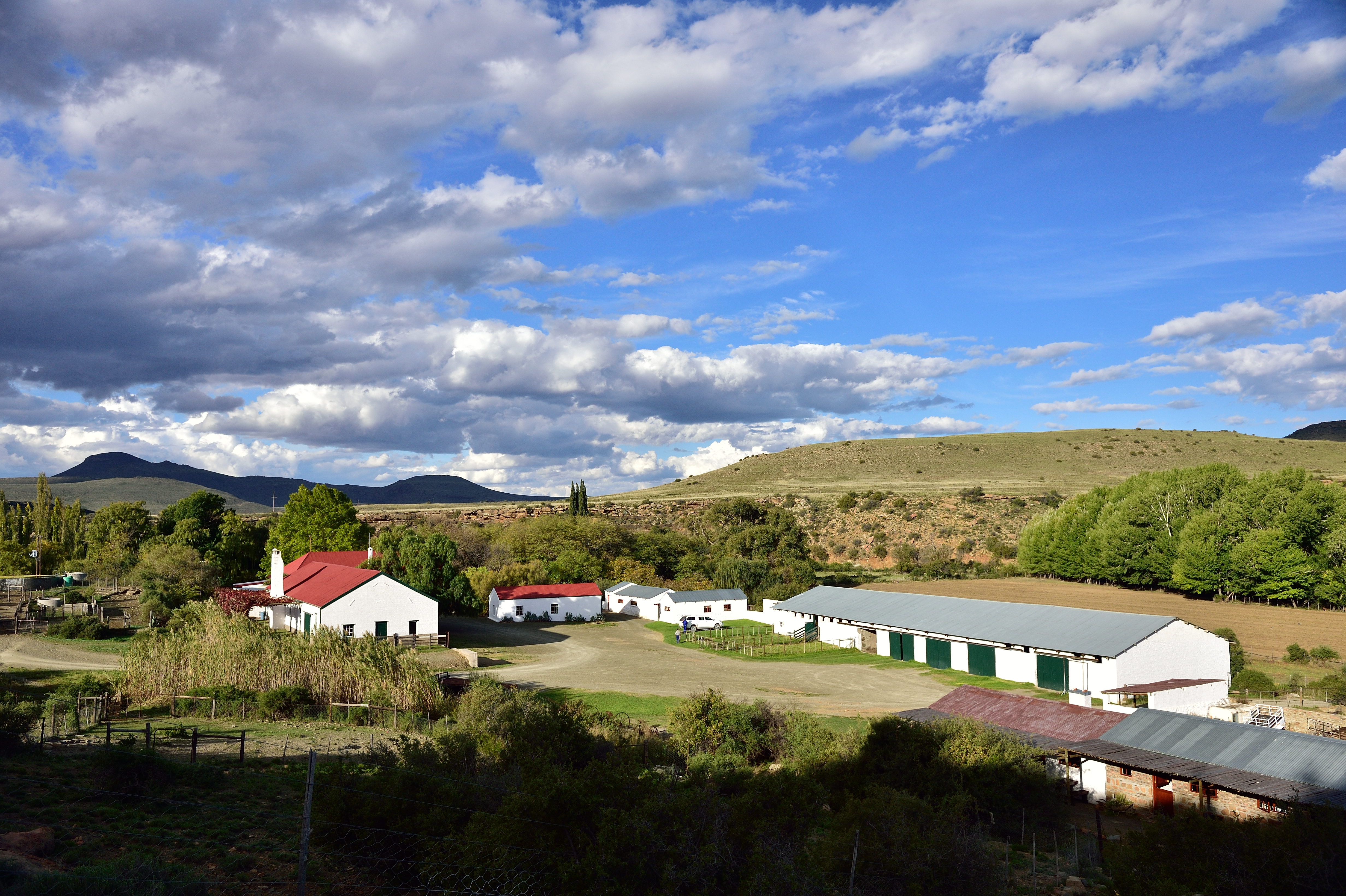
Farmwirtschaft in Nieu-Bethesda
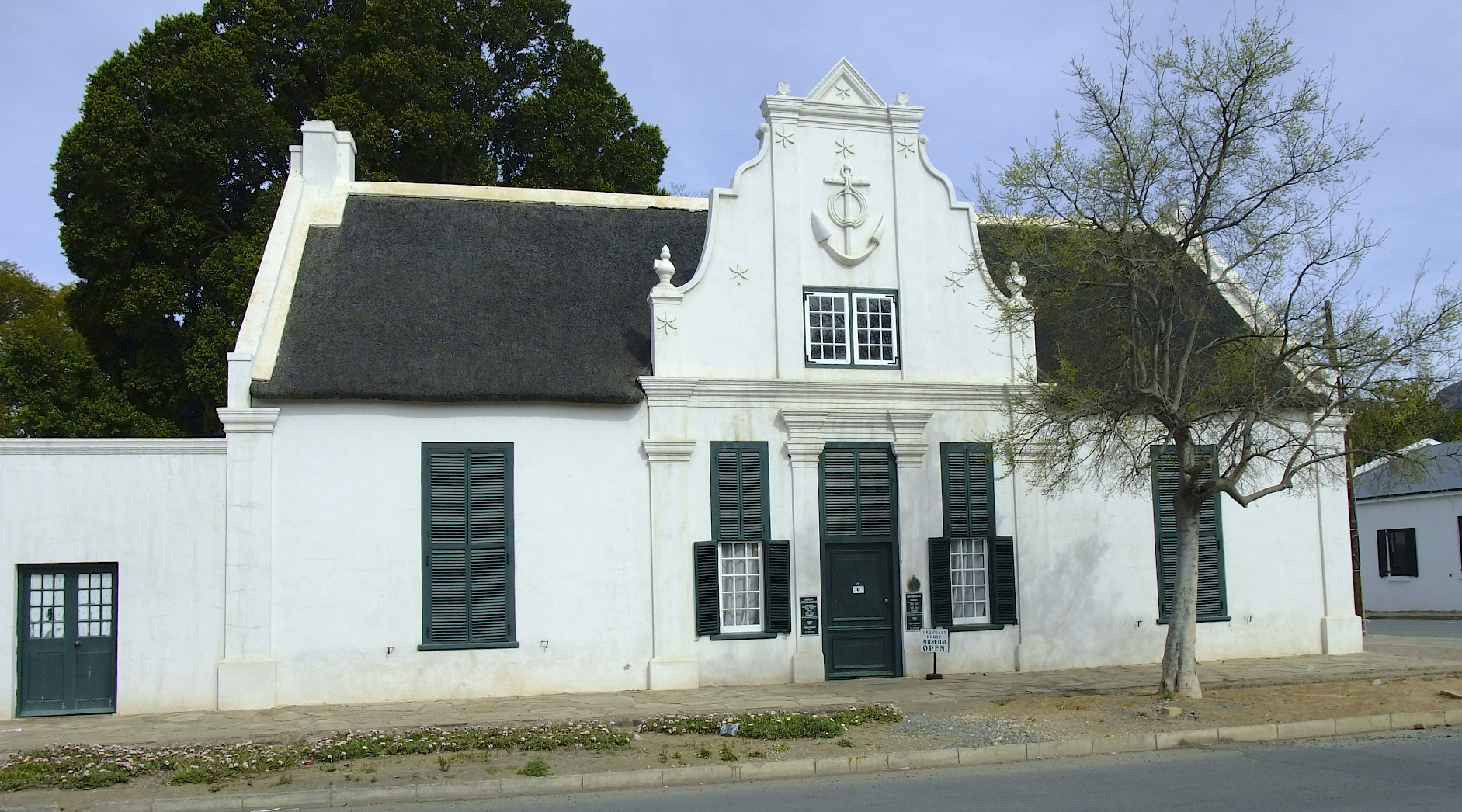
Urquhart-Haus in Graaff Reinet
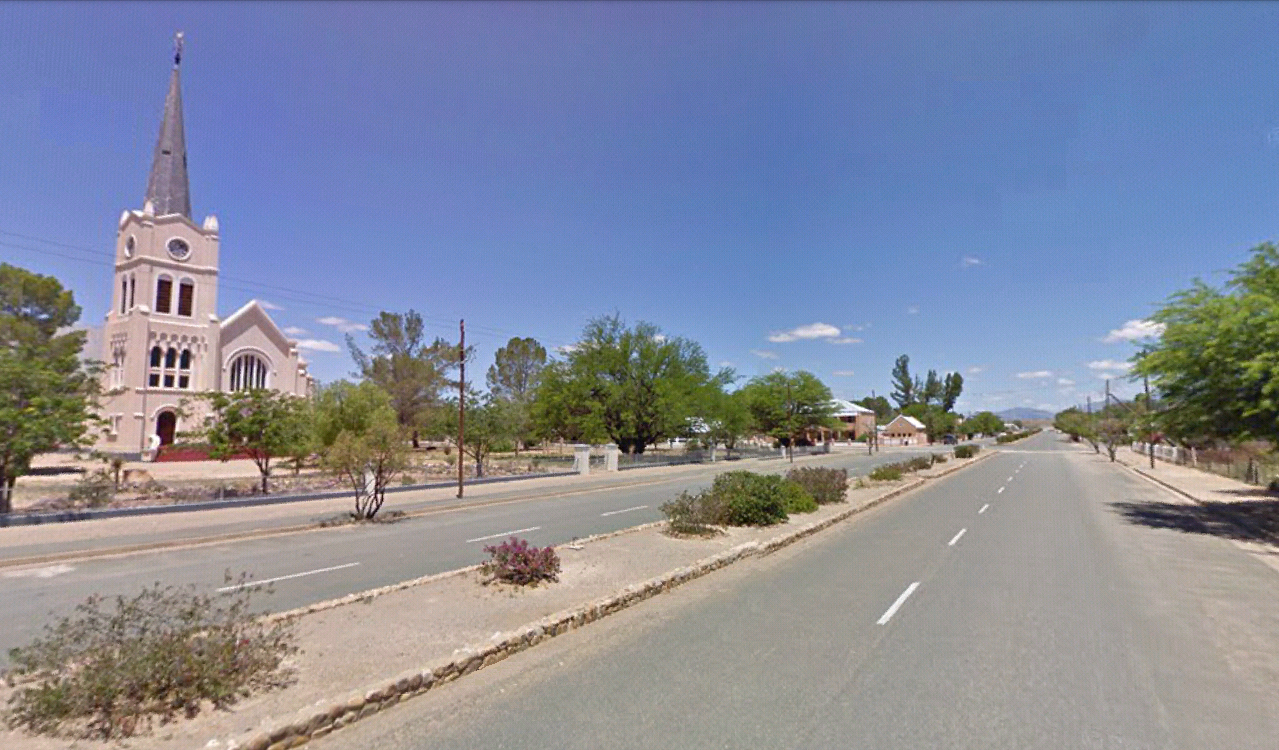
Straße in Steytlerville
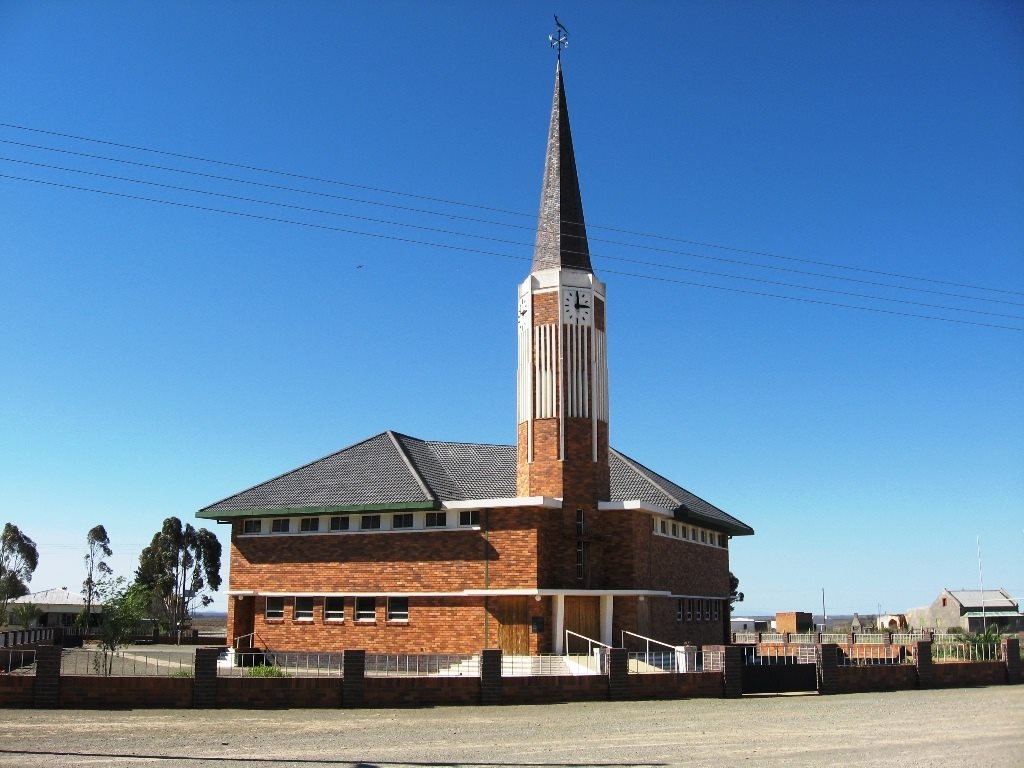
Kirche in Rietbron
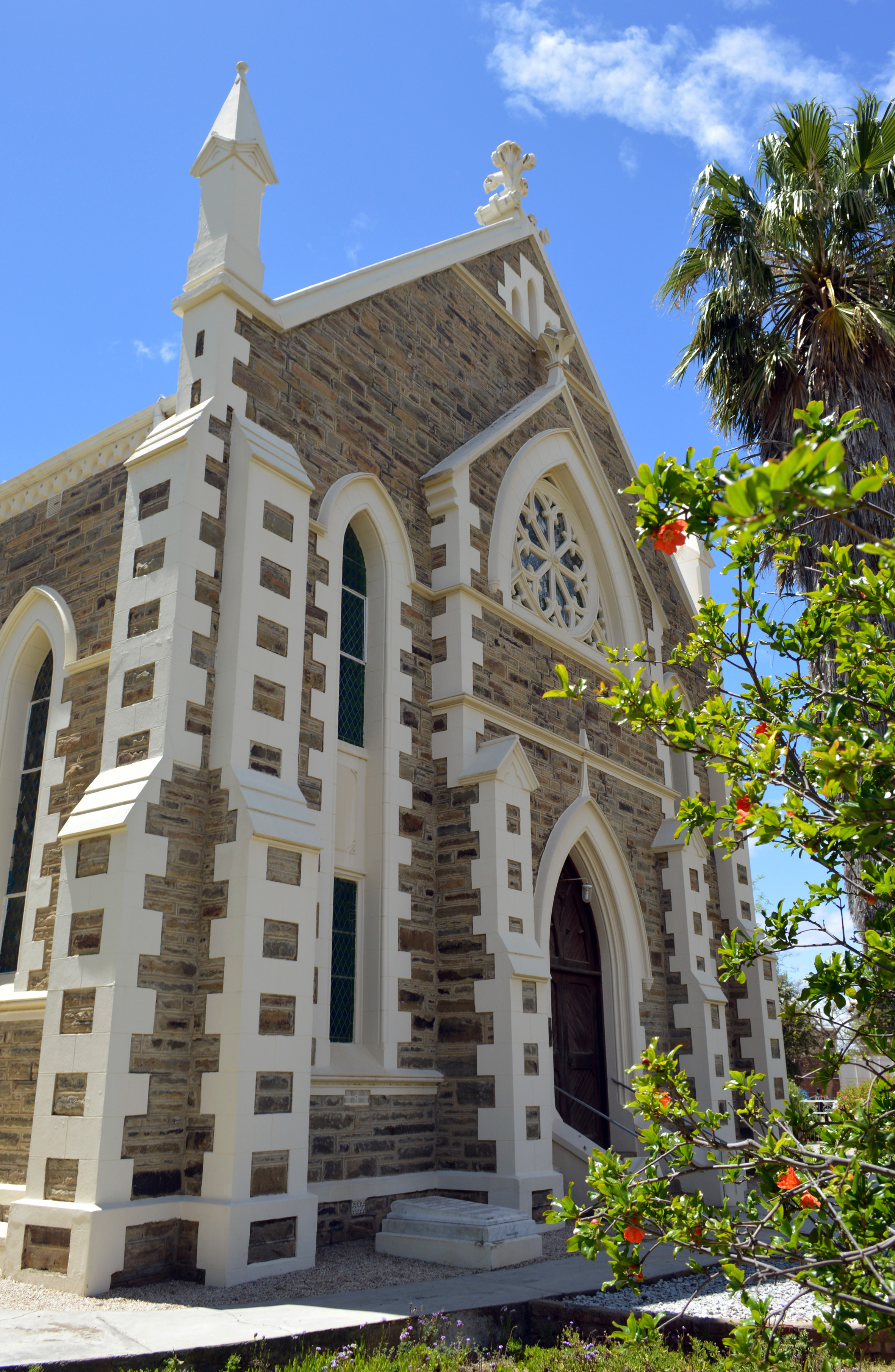
Kirche in Jansenville
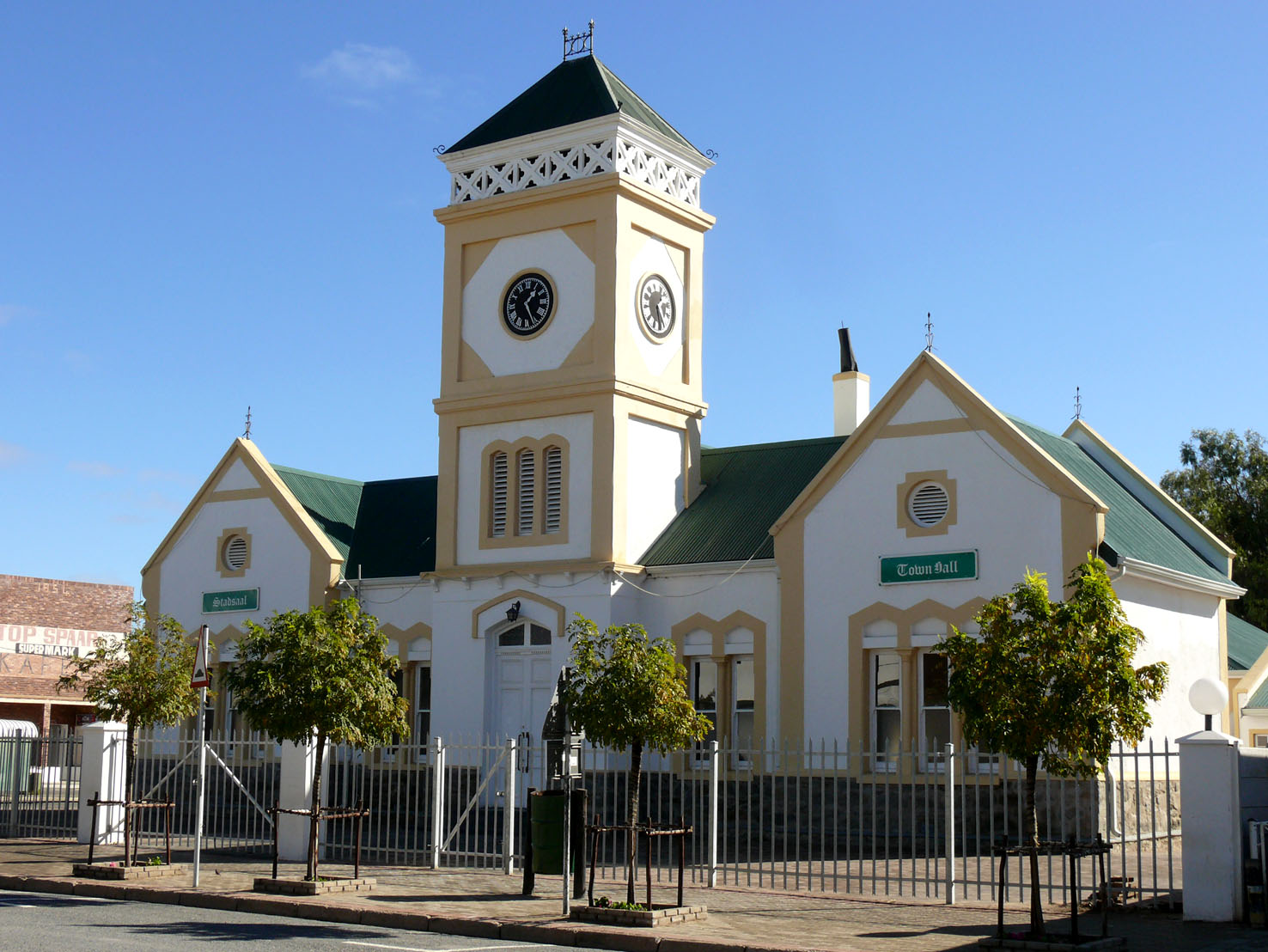
Rathaus in Willowmore

## Bevölkerung
2011 lebten im heutigen Gemeindegebiet 79.291 Einwohner.

## Wirtschaft
Den ökonomische Schwerpunkt bildet die Landwirtschaft. Aus diesem Sektor haben sich zudem, im Zusammenhang mit günstigen klimatischen Bedingungen und landschaftlichen Destinationen, touristische Angebote entwickelt.